# Билионское староство
Билио́няйское староство или Билио́нское староство (лит. Bilionių seniūnija) — одно из 14 староств Шилальского района, Таурагского уезда Литвы. Административный центр — деревня Билионяй (Билионис).

## География
Расположено на западе Литвы, в центрально-восточной части Шилальского района, на Жямайтской возвышенности.
Граничит с Лаукувским староством на севере западе и юге, а также Кальтиненайским — на востоке.

## Население
Билионяйское староство включает в себя 8 деревень.